# Elección para gobernador de Nuevo Hampshire de 2010
La elección para gobernador de Nuevo Hampshire de 2010 tuvo lugar el 2 de noviembre. El gobernador titular John H. Lynch se postuló para un cuarto mandato.

## Primaria demócrata

### Candidatos
- John H. Lynch, gobernador titular[2]
- Timothy Robertson, representante estatal
- Frank Sullivan

### Resultados
|  | 87.5 % |

|  | 6.6 % |

|  | 5.9 % |

|  | 100 % |

## Primaria republicana

### Candidatos

#### Declarados
- Frank Robert Emiro Sr., representante estatal
- Jack Kimball, empresario
- John Stephen, ex comisionado de Salud y Servicios Humanos
- Karen Testerman, activista conservadora

#### Declinados
- Kelly Ayotte, procurador general de New Hampshire[4]
- Frank Guinta, alcalde de Mánchester[5]
- Chuck Morse, exsenador estatal[6]
- John E. Sununu, exsenador de Estados Unidos

### Resultados
|  | 61.6 % |

|  | 24.9 % |

|  | 10.0 % |

|  | 3.5 % |

|  | 100 % |

## Encuestas
| Fuente de la encuesta   | Fecha(s) de realización          | Tamaño de muestra | Margen de error | John Lynch (D) | John Stephen (R) | Otro Indecisos |
| ----------------------- | -------------------------------- | ----------------- | --------------- | -------------- | ---------------- | -------------- |
| Rasmussen Reports       | 27 de octubre de 2010            | —                 | —               | 51%            | 45%              | —              |
| WMUR/UNH                | 7-12 de octubre de 2010          | —                 | —               | 51%            | 38%              | —              |
| American Research Group | 3-5 de octubre de 2010           | —                 | —               | 51%            | 41%              | —              |
| Granite State Poll      | 1 de octubre de 2010             | —                 | —               | 51%            | 34%              | —              |
| American Research Group | 22-26 de septiembre de 2010      | —                 | —               | 42%            | 40%              | —              |
| Rasmussen Reports       | 15 de septiembre de 2010         | —                 | —               | 48%            | 46%              | —              |
| Public Policy Polling   | 11-12 de septiembre de 2010      | —                 | —               | 51%            | 39%              | —              |
| Rasmussen Reports       | 5 de agosto de 2010              | —                 | —               | 50%            | 39%              | —              |
| Public Policy Polling   | 23-25 de julio de 2010           | —                 | —               | 51%            | 34%              | —              |
| Rasmussen Reports       | 26 de mayo de 2010               | —                 | —               | 47%            | 35%              | —              |
| Public Policy Polling   | 17-18 de abril de 2010           | —                 | —               | 47%            | 36%              | —              |
| Rasmussen Reports       | 7 de abril de 2010               | —                 | —               | 47%            | 37%              | —              |
| Rasmussen Reports       | 8 de marzo de 2010               | —                 | —               | 50%            | 35%              | —              |
| Granite State Poll      | 27 de enero-3 de febrero de 2010 | —                 | —               | 50%            | 30%              | —              |

## Elección general
| Elección para gobernador de Nuevo Hampshire 2010 | Elección para gobernador de Nuevo Hampshire 2010 | Elección para gobernador de Nuevo Hampshire 2010 | Elección para gobernador de Nuevo Hampshire 2010 | Elección para gobernador de Nuevo Hampshire 2010 |
| Partido                                          | Partido                                          | Candidato                                        | Votos                                            | %                                                |
| ------------------------------------------------ | ------------------------------------------------ | ------------------------------------------------ | ------------------------------------------------ | ------------------------------------------------ |
|                                                  | Demócrata                                        | John Lynch                                       | 240.346                                          | 52.63                                            |
|                                                  | Republicano                                      | John Stephen                                     | 205.616                                          | 45.03                                            |
|                                                  | Libertario                                       | John Babiarz                                     | 10.089                                           | 2.21                                             |
|                                                  | Escritos                                         | Escritos                                         | 537                                              | <0.01                                            |
| Total                                            | Total                                            | Total                                            | 456.588                                          | 100                                              |